# میکا آنتیچ
میکا آنتیچ (صربی: Mika Antić؛ ۱۴ مارس ۱۹۳۲ – ۲۴ ژوئن ۱۹۸۶) یک شاعر، روزنامه‌نگار، نقاش، ویراستار، کارگردان فیلم و نویسنده اهل پادشاهی یوگسلاوی بود.
وی یکی از چهره‌های برجستهٔ موج سیاه یوگسلاوی محسوب می‌شد.